# Hartmannsdorf bei Kirchberg
Hartmannsdorf bei Kirchberg é um município da Alemanha, situado no distrito de Zwickau, no estado da Saxônia. Tem 27,13 km² de área, e sua população em 2019 foi estimada em 1.373 habitantes.